# Kościół Spirytualistyczny
Kościół Spirytualistyczny (ang. Spiritualist Church) – założony w 1853 związek wyznaniowy oparty na doktrynie spirytualizmu religijnego. Kościół obecny jest głównie w krajach anglojęzycznych (w Polsce nie istnieje). Jego doktryna oparta jest głównie na protestantyzmie (milleryzm) i w mniejszym stopniu na hinduizmie, buddyzmie, szamanizmie oraz mistycyzmie islamskim i żydowskim.

## Historia
Działalność sióstr Fox, które rzekomo nawiązały bezpośredni kontakt z duchem zamordowanego domokrążcy, przyczyniła się do gwałtownego rozwoju praktyki i doktryny spirytualizmu. Nawet późniejsze przyznanie się sióstr Fox do oszustwa nie zahamowało rozwoju nowego ruchu, który w latach 1860. był już obecny w większości krajów świata. Stworzenie przez Allana Kardeca w 1857 spirytyzmu spowodowało wyparcie spirytualizmu z krajów romańskich.
W Wielkiej Brytanii w 1853 David Richmond w Keighley (Yorkshire) założył pierwszy Kościół Spirytualistyczny, a w 1855 powstała pierwsza gazeta tego ruchu: The Yorkshire Spiritual Telegraph; w latach 1870. kościoły tego wyznania powstały we wszystkich większych miastach Wielkiej Brytanii i jej kolonii oraz w USA. Na przełomie XIX i XX wieku spirytualiści zaliczali się do najbardziej radykalnych reformatorów społecznych: głosili równouprawnienie płci, prawo głosu dla kobiet i abolicję.
Praktyki spirytualizmu religijnego (np. seanse kontaktów z duchami) stały się w epoce wiktoriańskiej popularne we wszystkich warstwach społecznych, przypuszczalnie nawet w angielskiej rodzinie królewskiej.
W 1924 istniało 309 lokalnych Kościołów Spirytualistycznych oraz wiele innych podobnych doktrynalnie. W okresie międzywojennym zaczął działać (istniejący do dziś) College of Psychic Studies w Stansted (rodzaj wyższej uczelni spirytualizmu). 
W 1957 brytyjski Kościół podzielił się na 2 odłamy: Spiritualist's National Union, utworzony pod wpływem Arthura Finlaya, który podkreślał odrębność spirytualizmu oraz tzw. "Spirytualizm Chrześcijański", który uznawał się za wyznanie chrześcijańskie.
Obecnie Kościoły Spirytualistyczne obu odłamów istnieją głównie w USA, Wielkiej Brytanii, Australii, Nowej Zelandii, Kanadzie i RPA. Większe grupy wyznawców istnieją w takich krajach jak Japonia, Korea Południowa, Niemcy, Włochy, Węgry, Hiszpania i Belgia.

## Formy kultu
Nabożeństwa prowadzone są z reguły przez medium. Zaczynają się modlitwą, hymnami i kazaniem, a kończą seansem kontaktu z duchami zmarłych. Duchy identyfikowane są za pomocą szczegółowych informacji z ich "ziemskiego życia". W spirytualizmie słowo "duch" oznacza nie jednego, ale wszystkie istniejące byty duchowe. Częstą praktyką są seanse uzdrawiania wiernych przez medium za pomocą "duchowej energii" a także medytacje. Wierni mogą być jednocześnie wyznawcami innych religii i modlić się do swoich bogów, Boga lub świętych; mogą być również agnostykami a nawet ateistami.